# Stanisław Gąsowicz
Stanisław Gąsowicz herbu Ślepowron – podowjewodzi bielski w 1746 roku, dziedzic dóbr Zajki.